# Кевин Ширли
Кевин Ширли (познат още като Кейвмън, което означава Пещерняка) е музикален продуцент на много групи, сред които Айрън Мейдън, Rush, Лед Цепелин и Дрийм Тиътър.

## Биография
Родена на 29 юни 1960 г., в Йоханесбург, Южна Африка, Кевин прекарва ранните си години, продуцирайки записите на някои от най-успешните южноафрикански артисти като Робин Аулд, Джулука, Джонатан Бътлър, Лесли Доулинг, Стив Лоу и Суйтбанд. Освен това записва и продуцира със собствената си група Дъ Консил, включваща легендарния южноафрикански певец Брайън Дейвидсън.
През 1987 г., Ширли се премества в Австралия, където работи с известни австралийски артисти, сред които The Hoodoo Gurus, The Angels, Cold Chisel, Girl Monstar, The Screaming Jets, Baby Animals и Тина Арина. След световния успех на „Frogstomp“ на групата Silverchair, той се мести в САЩ. Продуцент на Джо Бонамаса.
Продуцира албумите на най-големите американски рок групи като Аеросмит, Джърни, The Black Crowes (Дъ Блек Кроус), а след това за Айрън Мейдън, ХИМ и Slayer. Освен това той работи и по супер-успешното ретроспективно „Led Zeppelin DVD“.